# Wu (limbă)
Acest articol se referă la una din variantele vorbite ale limbii chineze. Pentru orice alte utilizări, vedeți Wu (dezambiguizare).
Wu este un dialect al limbii chineze vorbit de aproximativ 77 milioane de persoane, în special în regiunea orașului Shanghai.
Unii lingviști consideră Wu o limbă separată, iar chineza un grup de limbi.
Wu nu are statut oficial, în administrație și învățămînt folosindu-se limba chineză limba literară bazată pe dialectul mandarin.